# Betty, a csúnya lány
A Betty, a csúnya lány (eredeti cím: Yo soy Betty, la fea, szó szerint: Én vagyok Betty, a csúnya) egy kolumbiai telenovella, amit Fernando Gaitán írt, és 1999–2001 között volt műsoron az RCN csatorna műsorán. A sorozat rendkívül népszerű lett, számos országban készültek adaptációi. Magyarországon 2003-ban adta a TV2, 2011-ben a Prizma TV adta, majd 2018-ban az Izaura TV. Népszerűségének hatására egy rövid folytatás, az "Ecomoda" is elkészült 2001-ben, valamint 2024-ben a Prime Video kínálatában a "Betty la fea - A történet folytatódik".

## Cselekmény
A cselekmény Kolumbia fővárosában Bogotában játszódik. Főszereplője Beatriz Pinzón Solano, a meglehetősen csúnya, de rendkívül okos lány. Titkárnői állásra jelentkezik az Ecomoda divatcéghez (melyet féltő szülei rangon alulinak tartanak az ő képességeihez mérten), amelynek apja lemondása után frissen kinevezett igazgatója a nagyvilági életet élő, de kissé inkompetens Armando Mendoza. Egyetlen célkitűzése van: sok pénzt akar csinálni. Menyasszonya a cég másik tulajdonosainak, a Valenciáknak a lánya, Marcela, de egyértelműen csak azért, mert szüksége van az ő szavazatára is ahhoz, hogy elnök lehessen. Armando meglátja a fantáziát Bettyben, és felveszi őt, miközben fel kell vennie Marcela barátnőjét, Patriciát is, aki azért került oda, hogy Marcela kémkedhessen a hűtlensége gyanúja miatt utána. Betty eleinte csak egy kis irodát kap, de ügyes munkájával hamar elnyeri sokak szeretetét és bizalmát, köztük a titkárnőkből álló "Csúfak klubja" társaságának barátságát. Betty beleszeret Armandóba, és sokat ábrándozik róla.
Eközben az Ecomoda, köszönhetően Armando hozzá nem értésének, szép lassan elkezd veszteséges lenni, majd csődközeli állapotba kerül. Mert időközben a bizalmasa lett, és mert még mindig reménytelenül szerelmes Armandóba, Betty belemegy, hogy alapítsanak egy álcéget (ez a Terra Moda), amely "fedezi" az Ecomoda működési költségeit, és így a hitelezők sem tudják felszámolni a céget. A Terra Moda igazgatója Betty lesz, és az ügyvédek segítségével lepapírozott jogügylet szerint ténylegesen az Ecomoda tulajdonosa is ő. Miután a nyári kollekció nagyon sikeres lesz, akár ki is lehetne hátrálni a trükközésből, de Armando megijed, hogy elveszítheti az elnökséget, ha ez kiderül, ezért rábírja Bettyt, hogy másítsa meg a könyvelést. Betty ebbe nehezen megy bele, és ezért segítségét kéri régi barátjának, Nicolas Morának. Az egyetlen ember, aki tud erről, az az Ecomoda alelnöke, és Armando legjobb barátja, Mario Calderon. Mario gyanítani kezdi, hogy Nicolas és Betty között van valami, és megijed attól, hogy mi van, ha Betty nem adja vissza a céget, hanem elviszi magával. Rábeszéli Armandót, hogy ennek kivédése érdekében csábítsa el Bettyt, aki irtózik ennek a gondolatától, de belemegy. A terv az, hogy miután visszaszerzi a céget, Armando szakít vele és ki is rúgja.
Ahogy telnek a hetek, Betty egyre inkább belehabarodik Armandóba, de közben kétségei is vannak. Armando eközben a csúnyaság mögött meglátja a nőt, és elkezd más szemmel nézni Bettyre, de ezt még Mariónak sem mondja el. Mario elutazik egy időre, de az összes csábítási instrukciót jó előre megírja Armando részére. Az ezeket tartalmazó csomagot Betty véletlenül megtalálja, és így rájön arra, hogy a háta mögött csúnyát átverték. Teljesen összetörik, és csak egy hozzá hasonlóan járt nő, a szépségtanácsadó Cecilia Bolocco hatására kerül ki szép lassan az apátiából, amit leplez. Eljátssza Armando előtt, hogy semmiről nem tud, majd elkezdi azzal kínozni, hogy elhiteti vele, hogy tényleg lehet közte és Nicolas közt kapcsolat, majd elkezdi szórni a cég pénzét. Amikor látja, hogy ezzel a dolgok csak még rosszabbak lesznek, elhatározza, hogy felmond, és befejezi az egészet.
Az Ecomoda értekezletén kitálal a cég valós állapotát illetően, amely katasztrofális következményekkel jár. Armandótól megvonják az igazgatói posztot, a régi-új igazgató Roberto úr, aki csalódott Bettyben, pedig kitiltja őt az épületből. Ha ez nem lenne elég csapás Armandónak (aki őszintén szerelmes lesz Bettybe), Marcela is megtudja, hogy viszonya volt Bettyvel, és azt is, hogy az érzelmeit nem játszotta meg, ezért a jegyességet is felbontja.
Ezután Betty a tengerparti Cartagenába utazik Catalina Ángellel, aki egy divatbemutató és szépségverseny miatt érkezik a városba. Utazását teljes titokban tartja, így a kétségbeesett Armando sem találja meg, sem a cég, amelynél rádöbbennek, hogy mivel Betty a jogos tulajdonosa a cégnek, ezért a fontos ügyekben neki kellene döntést hoznia. Catalina, és francia fotós ismerőse, Michel segítségével eközben Betty teljesen átalakul: gondolkodása pozitívabb lesz, új ruhákat vesz magának és új frizurát csináltat, a végén pedig új szemüveget is kap. Mikor aztán az apja megtudja a cég körüli botrányokat, felhívja őt, és kénytelen hazautazni, szembenézni az ottani dolgokkal. Habár vonakodik, Roberto úr kérésére elvállalja az Ecomoda elnöki tisztét, szándéka szerint ideiglenesen.
Hónapokkal később a cég helyzete stabilizálódik, köszönhetően az új kollekciónak. Michel a városba érkezik, és felkéri Bettyt, hogy jöjjön el vele Cartagenába és kezdjenek új életet. Betty viszont még mindig szerelmes Armandóba, viszont nem is akar a városban maradni. Armando ezt megtudva elhatározza, hogy ő is elmegy. Az elnöki tisztség így Marcela bátyjának, Daniel Valenciának a kezébe jutna, aki el akarja adni a céget, veszélyeztetve ezzel a dolgozók munkahelyét. Aztán Betty megtudja, hogy Armando tényleg megváltozott, így úgy dönt, marad a cégnél és Armandónak is megbocsát. Hónapokkal később a pár összeházasodik, és egy kislányuk születik. Betty marad az elnök, Armando pedig az alelnök.

### Ecomoda
Készült egy 26 részes folytatás a sorozathoz, amely egy éves előreugrást tartalmaz. Buenos Airesben Mario Calderon megismerkedik Gabriela Garzával, aki a New York-i székhelyű Fashion Group tulajdonosa. A közvetítésével eljut ő és társa, Kenneth az Ecomodához, amelynek ismét rosszul megy a sora. A sorozat a kolumbiaiak és az amerikaiak furcsábbnál furcsább helyzetbe kerülését mutatja be, komikusabb felhanggal, mint az első évad. Betty és Armando kapcsolatát számos galiba teszi próbára, amelyekért jellemzően Mario a felelős. A másik történetszál az Ecomoda küldönce, Freddy Contreras és az egyik titkárnő, Aura Maria kapcsolatát követi nyomon. Aura Maria azt várja, hogy Freddy megkéri a kezét, ami folyamatosan meghiúsul valami baki vagy félreértés miatt, s eközben Kenneth is elkezd udvarolni a lánynak.

### Betty la fea - A történet folytatódik
Az RCN Televisión és az Amazon MGM Studios koprodukciójában mutatták be 2024-ben a Prime Video kínálatában a második folytatást, mely több mint húsz évvel a sorozat vége után játszódik. Itt Armando és Betty külön élnek, mert néhány évvel korábban egy félreértés miatt Betty elhagyta a férfit. Ráadásul közös lányuk, Camila ("Mila") is elhidegült tőle. Roberto úr halálával indul a történet, aki végrendeletében azt kívánta, hogy újra Betty legyen az Ecomoda igazgatója, aki azonban nem hajlandó vállalni.

## Szereplők
| Színész                | Szereplő                 | Magyar hang                                                          |
| ---------------------- | ------------------------ | -------------------------------------------------------------------- |
| Ana María Orozco       | Beatriz Pinzón Solano    | Németh Borbála                                                       |
| Jorge Enrique Abello   | Armando Mendoza          | Crespo Rodrigo (1–119. rész, Ecomoda) Viczián Ottó (120. –169. rész) |
| Ricardo Vélez          | Mario Calderón           | Laklóth Aladár                                                       |
| Natalia Ramírez        | Marcela Valencia         | Törtei Tünde                                                         |
| Lorna Paz              | Patricia Fernandez       | Mics Ildikó                                                          |
| Mario Duarte           | Nicolas Mora             | Seder Gábor                                                          |
| Celmira Luzardo        | Catalina Ángel           | Andresz Kati                                                         |
| Stefanía Gomez         | Aura María Fuentes       | Zsigmond Tamara                                                      |
| Dora Cadavid           | Inesita                  | Bókai Mária                                                          |
| Paula Peña             | Sofia                    | Náray Erika                                                          |
| Luces Velásquez        | Bertha                   | Simon Eszter                                                         |
| Marcela Posada         | Sandra                   | Roatis Andrea                                                        |
| María Eugenía Arboleda | Mariana                  | Böhm Anita                                                           |
| Luis Mesa              | Daniel Valencia          | Csík Csaba Krisztián                                                 |
| Julián Arango          | Hugo Lombardi            | Csőre Gábor                                                          |
| Júlio César Herrera    | Freddy Stewart Contreras | Sótonyi Gábor                                                        |
| Jorge Herrera          | Hermes Pinzón            | Fazekas István                                                       |
| Adriana Franco         | Julia Solano             | Némedi Mari                                                          |
| Kepa Amuchastegui      | Roberto Mendoza          | Papp János                                                           |
| Talú Quintero          | Margarita Mendoza        | Menszátor Magdolna                                                   |
| Alberto León Jaramillo | Saúl Gutierrez           | Wohlmuth István                                                      |
| Martha Isabel Bolaños  | Jenny Garcia             | Oláh Orsolya                                                         |
| David Ramírez          | Wilson Zastoque          |                                                                      |
| Patrick Delmas         | Michel Doinel            | Fekete Zoltán                                                        |
| Diego Cadavid          | Román                    | Szokol Péter                                                         |
| Pilar Uribe            | Maria Beatriz Valencia   | Kiss Virág                                                           |
| Saúl Santa             | Efrain Rodriguez         | Rosta Sándor                                                         |
| César Mora             | Antonio Sanchez          | Koroknay Géza                                                        |
| Laura Flores           | Laura Flores             | Götz Anna                                                            |